# Zietsch (Sachsen)
Zietsch ist eine Wüstung im Naturschutzgebiet „Königsbrücker Heide“ auf dem Gelände des früheren Truppenübungsplatzes Königsbrück in Sachsen.

## Geographie

### Lage
Das von Wiesen und Heide umgebene Dorf Zietsch lag fünf Kilometer nördlich von Königsbrück in den Ausläufern der Lausitzer Platte. Das Straßenangerdorf mit Gelängeflur erstreckte sich beiderseits des Zietscher Wassers. Nordöstlich befanden sich in der Otterschützer Heide am Otterbach die Försterteiche und der General-Müller-Teich. Umgeben wurde das Dorf von mehreren Kuppen: nordöstlich der Zietscher Rücken (152 m) und die Rehlehne (150 m), südlich der Tafelberg (180 m) und der Ziegenberg (175 m), südwestlich der Lämmerberg (170 m) und die Königshöhe (195 m), nordwestlich die Steinbruchshöhe (151 m).

### Nachbarorte
| (Zochau) †, Naundorf, (Rohna) † | (Otterschütz) †                             | Schwepnitz  |
| (Quosdorf) †, (Krakau) †        | Kompassrose, die auf Nachbargemeinden zeigt | Gottschdorf |

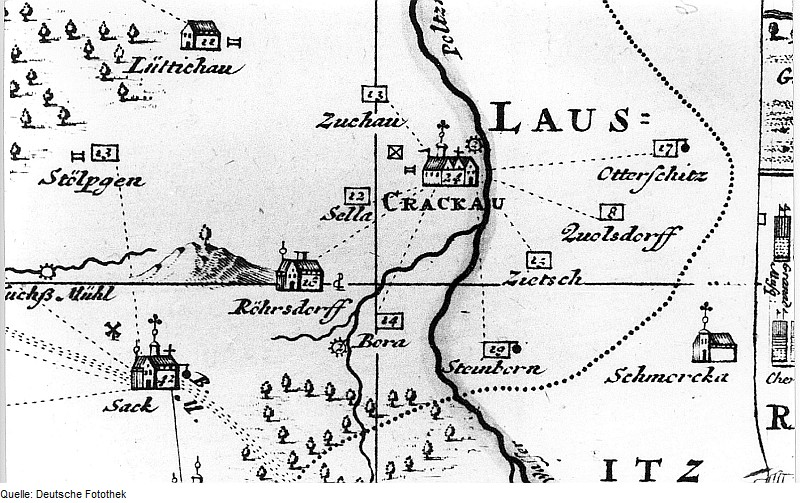
Zietsch und Umgebung auf der Zürnerschen Karte, 1711

| (Steinborn) †                   | Neues Lager                                 | Schmorkau   |

## Geschichte
Die erstmalige Erwähnung von Zeisch stammt aus dem Jahr 1363. Weitere Namensformen waren Seysch, Seisch, Zeysch, Zehs, Sesch, Seyschz (1400), Secz (1425), Czetzschenn (1514), Seescz (1520), Seizsch (1540), Sizsch (1555), Tzietzsch (1579), Schitzsch, Tschitzsch (1584), Zietzsch (1685) und Tschiezschen (1719). Seit 1875 wurde Zietsch verwendet.
Zietsch lag im Nordwesten der zum Königreich Böhmen gehörenden Oberlausitz, unmittelbar südöstlich grenzte die Meißnische Exklave „Schmorkau Meißner Seite“ an das Dorf. Zietsch war seit 1527 der Herrschaft Königsbrück, ab 1562 der Standesherrschaft Königsbrück untertänig.
Bis zur Reformation war Zietsch nach Schmorkau und ab 1540 nach Krakau eingepfarrt. In Folge des Prager Friedens wurde Zietsch 1635 zusammen mit sämtlichen anderen Orten der beiden Lausitzen an das Kurfürstentum Sachsen abgetreten. Verwaltungsmäßig gehörte Zietsch seit 1777 zum Bautzener Kreis und ab 1843 zum Landgerichtsbezirk Bautzen.
Mit der Neuordnung der sächsischen Verwaltungsstrukturen wurde Zietsch 1856 dem Gerichtsamt Königsbrück und 1875 der Amtshauptmannschaft Kamenz zugeordnet. Am Ziegenberg und Zietscher Rücken wurde in kleineren Steinbrüchen Grauwacke abgebaut. Zu Beginn des 20. Jahrhunderts boten sich die nur dünn besiedelten Heidegebiete wegen ihrer Nähe zur Garnisonsstadt Königsbrück als Standort eines neuen Truppenübungsplatzes für die Sächsische Armee an. Der Truppenübungsplatz Königsbrück wurde 1906 für das XII. (I. Königlich Sächsisches) Armee-Korps formell eingerichtet. Ende 1907 wurden die in der Heide gelegenen Gemeinden Zietsch, Quosdorf, Otterschütz aufgelöst. Die Anwesen wurden vom Deutschen Reich aufgekauft und die 116 Einwohner von Zietsch umgesiedelt. Die 412 Hektar große Gemeindeflur wurde Teil des Truppenübungsplatzes.
Das abgesiedelte Dorf Zietsch blieb zunächst unzerstört. Am 27. und 28. August 1932 fand auf dem Truppenübungsplatz die 25-jährige Wiedersehensfeier der ehemaligen Einwohner von Zietsch, Otterschütz und Quosdorf statt, die am Nachmittag des 28. August in Krakau mit einem historischen Festumzug endete.
Nach dem Ende des Zweiten Weltkrieges wurde der Truppenübungsplatz durch die sowjetische Besatzungsmacht in Beschlag genommen. Später wurde das Dorf zerschossen. 1992 zogen die letzten sowjetischen Truppen ab, das Gebiet wurde zum Naturschutzgebiet Königsbrücker Heide, ist jedoch wegen der hohen Belastung mit Munition nur sehr eingeschränkt begehbar. Die vom Heidewald umschlossene Dorfstätte Zietsch befindet sich im Totalreservat des Naturschutzgebietes in der Zone der gelenkten Sukzession; sie
ist heute ein Sumpfgebiet, das Zietscher Wasser und ihm zufließende Rinnsale sind in einer Kaskade von kleineren Teichen aufgestaut.

## Bevölkerungsentwicklung
| Jahr | Einwohner                              |
| ---- | -------------------------------------- |
| 1560 | 5 Hufner („besessene Mann“), 1 Gärtner |
| 1777 | 9 Hufner, 6 Gärtner, 2 Häusler         |
| 1834 | 96                                     |
| 1871 | 114                                    |
| 1890 | 134                                    |
| 1907 | 116                                    |